# Partito Democratico (Malta)
Il Partito Democratico (in maltese: Partit Demokratiku) è stato un partito politico maltese.
Dal 2016 fino al momento della dissoluzione a capo del partito c'era Marlene Farrugia.
Il 17 ottobre 2020 è confluito nel nuovo partito AD+PD, creato insieme ad Alternativa Democratica (AD).

## Risultati elettorali
| Elezione          | Voti  | Seggi  |
| ----------------- | ----- | ------ |
| Parlamentari 2017 | 4.846 | 2 / 67 |